# 奧恰基夫市鎮
奧恰基夫市級市鎮（烏克蘭語：Очаківська міська громада），是烏克蘭尼古拉耶夫州尼古拉耶夫區的一個市鎮，行政中心為奧恰基夫。由於俄烏戰爭的關係，這個市鎮有部分並不由烏克蘭方面實際控制。

## 居民點
該市鎮包括了一個城市（奧恰基夫）和三個村莊：波克羅夫卡、波克羅夫斯凱、和瓦西里夫卡。